# Parafia św. Zofii i św. Stanisława Kostki w Bodzechowie
Parafia pw. Świętej Zofii i Świętego Stanisława Kostki w Bodzechowie – parafia rzymskokatolicka znajdująca się w diecezji sandomierskiej w dekanacie Ostrowiec Świętokrzyski. Parafia erygowana w 1950 z parafii św. Stanisława Biskupa i Męczennika w Denkowie.